# Бен Вайт
Бен Вайт (англ. Ben White; нар. 8 жовтня 1997, Пул) — англійський футболіст, захисник клубу «Арсенал» (Лондон) і національної збірної Англії.
Виступав, зокрема, за клуби «Брайтон енд Гоув Альбіон», «Ньюпорт Каунті», «Пітерборо Юнайтед» та «Лідс Юнайтед».

## Ігрова кар'єра
Народився 8 жовтня 1997 року в місті Пул. Вихованець юнацьких команд футбольних клубів «Саутгемптон» та «Брайтон енд Гоув».
У дорослому футболі дебютував 2016 року виступами за команду «Брайтон енд Гоув».
Згодом з 2017 по 2020 рік грав у складі команд «Ньюпорт Каунті», «Лідс Юнайтед» та «Пітерборо Юнайтед» на правах оренди.
До складу клубу «Брайтон енд Гоув» поевернувся 2020 року. Всього відіграв за клуб з Брайтона 36 матчів в національному чемпіонаті.
30 липня 2021 за 50 млн фунтів перейшов до складу лондонського «Арсенала», підписавши з клубом контракт до 2026 року.

## Виступи за збірну
2 червня 2021 року дебютував в офіційних матчах у складі національної збірної Англії товариською грою проти збірної Австрії в рамках підготовки команди до Євро-2020. А за декілька днів був дозаявлений на цей турнір як заміна травмованому Тренту Александеру-Арнольду.
| Дата     | Місто    | Господарі | Результат | Гості   | Турнір           | Голи | Примітки |
| -------- | -------- | --------- | --------- | ------- | ---------------- | ---- | -------- |
| 2-6-2021 | Мідлсбро | Англія    | 1 – 0     | Австрія | товариський матч | -    | 71'      |
| 6-6-2021 | Мідлсбро | Англія    | 1 – 0     | Румунія | товариський матч | -    |          |
| Усього   |          | Матчів    | 2         |         | Голів            | 0    |          |

## Титули і досягнення
- Володар Суперкубка Англії (1):

«Арсенал»: 2023
Збірні
- Віце-чемпіон Європи: 2020